# Luigi Barlassina
Luigi Barlassina (Turim, 30 de abril de 1872 - Jerusalém, 27 de setembro de 1947) foi um clérigo católico italiano que serviu como Patriarca Latino de Jerusalém a partir de 1920 e reitor e administrador permanente da Ordem Equestre do Santo Sepulcro de Jerusalém de 1928 até sua morte.

## Biografia
Barlassina nasceu no Reino da Itália; órfão de pai muito cedo, herdou da mãe a devoção a Virgem Maria. Foi ordenado sacerdote em 22 de dezembro de 1894. Reconhecido pregador, estudou na Escola de Liturgia e Cerimônias dos Padres Oratorianos e dirigiu a Escola Alfieri-Carrú das Filhas da Caridade em Turim. Em 1900, ele começou a pregar na forma de diálogo na inauguração da igreja de Nossa Senhora do Imaculado Coração de Maria. O sucesso foi imediato e quando foi nomeado reitor de Santa Pelagia em 1901, a igreja se tornou uma das mais frequentadas da cidade. Depois, em Roma, trabalhou como diretor espiritual do colégio de Propadanda Fide e como pároco da Basílica de Latrão. Ele falava italiano, francês, inglês e alemão.
O Papa Bento XV em 4 de agosto de 1918 nomeou-o bispo titular de Cafarnaum e bispo auxiliar de Jerusalém. Recebeu a consagração episcopal em 8 de setembro de 1918, em Roma, pelo Cardeal Basilio Pompili; os principais co-consagradores foram os arcebispos Pietro Alfonso Jorio e Americo Bevilacqua.
Em 28 de outubro do mesmo ano, Barlassina fez sua entrada em Jerusalém e no dia seguinte foi nomeado vigário geral do Patriarcado. Em 16 de dezembro de 1919, tornou-se Administrador Apostólico de Jerusalém, com a saída do Patriarca Camassei. Ainda em 1919, fundou a missão de Tulkarem. O Papa Pio XI o nomeou Patriarca Latino de Jerusalém em 8 de março de 1920. No dia de sua inauguração e entrada cerimonial na Basílica do Santo Sepulcro, em 15 de julho, Monsenhor Barlassina dedicou sua diocese a "Nossa Senhora, Rainha da Palestina".
Barlassina iniciou a construção e consagrou o santuário mariano de Deir Rafat. Em 1927, fundou a congregação Ancillae (Servas) de Nossa Senhora Rainha da Palestina, que se fundiu com a Congregação de Nossa Senhora de Sion em 1936. Composta por irmãs de diferentes origens, o objetivo desta instituição religiosa era estabelecer as bases para a conversão entre os não cristãos, especialmente entre os judeus da Palestina quando estava sob o mandato britânico. Gradualmente, a missão das Irmãs perdeu de vista seu objetivo principal, especialmente após o Concílio Vaticano II, e se tornou uma instituição dedicada ao diálogo e às relações judaico-cristãs.
Em 1921, Monsenhor Barlassina reabriu o seminário do Patriarcado Latino em Beit Jala, quase destruído durante a Primeira Guerra Mundial, e o confiou aos Padres Beneditinos; em 1927, o seminário foi trazido de volta a Jerusalém e em 1932 confiado aos Padres de Bétharram; por fim, em 1936, transferiu o seminário de volta para Beit Jala. No Ano Santo especial de 1934, o Patriarca reconstituiu a procissão do Domingo de Ramos, de Betfagé a Jerusalém.
Monsenhor Barlassina era conhecido por ser um antissionista e seu escritório promoveu a leitura de Os Protocolos dos Sábios de Sião, um texto antissemita fabricado. Ele compartilhava da oposição do Vaticano à imigração de judeus para a Palestina e ao estabelecimento de um estado judeu lá, um sentimento compartilhado por católicos palestinos, tanto latinos, quanto orientais. Barlassina compartilhava a equação católica generalizada de judeus com comunismo e se preocupava que o aumento da presença de judeus na área levaria à disseminação do comunismo. Ele entraria em conflito com o cardeal Eugène Tisserant, secretário da Congregação para as Igrejas Orientais da Santa Sé, que era mais aberto ao diálogo com organizações judaicas e, ao contrário de Barlassina e muitos clérigos da igreja latina, ansioso para promover a união dos católicos latinos e orientais.
Quando o Papa Pio XI renunciou ao título de Grão-Mestre da Ordem do Santo Sepulcro, em 1928, entregando a Ordem à autoridade exclusiva do Patriarca Latino de Jerusalém, Barlassina, a quem foi dado o título de “Reitor e Administrador Permanente dos Cavaleiros do Santo Sepulcro”. Como resultado dos acontecimentos da Segunda Guerra Mundial, Barlassina foi privado da comunicação com Roma e com os membros da Ordem e, portanto, a seu pedido, o Papa nomeou em 1940 o Cardeal Nicola Canali como protetor da Ordem. Durante o período do patriarcado de Barlassin, um novo estatuto de ordem foi adotado (1932).

O Patriarca sofreu em 13 de março de 1945 um grave ataque cardíaco em Rafat e faleceu em 27 de setembro de 1947, de angina, aos 75 anos.